# Tardía de Mabia
Tardía de Mabia es el nombre de una variedad cultivar de manzano (Malus domestica). Esta manzana es originaria de Galicia, está cultivada en la colección de árboles frutales y banco de germoplasma de Mabegondo con el Nº 229; ejemplares procedentes de esquejes localizados en Mabia, lugar de la parroquia de Loureza, municipio de Oia (Pontevedra).

## Sinónimos
- "Manzana Tardía de Mabia",[4][5]
- "Maceira Tardía de Mabia".

## Características
El manzano de la variedad 'Tardía de Mabia' tiene un vigor vigoroso. Tamaño grande y porte erguido.
Época de inicio de brotación a partir del 3 de abril y de floración a partir del 23 de abril.
Las hojas tienen una longitud del limbo de tamaño corto, con la máxima anchura del limbo es media. Longitud de las estípulas es corta y la máxima anchura de las estípulas es desconocido. Denticulación del borde del limbo es serrado, con la forma del ápice del limbo mucronado y la forma de la base del limbo es redondeado. Con subestípulas presentes.
Sus flores tienen una longitud de los pétalos media, con una anchura de los pétalos media, disposición de los pétalos superpuestos
entre sí, con una longitud del pedúnculo media.
La variedad de manzana 'Tardía de Mabia' tiene un fruto de tamaño medio, de forma plana-globosa, de color bicolor, con chapa a rayas, e intensidad media. Epidermis de textura suave, con pruina en su superficie y con presencia de cera media. Sensibilidad al "russeting" (pardeamiento áspero superficial que presentan algunas variedades) muy poco sensible. Con lenticelas de tamaño pequeño.
Los sépalos están dispuestos de forma variable, y superpuestos en su base; su fosa calicina es poco profunda y de una anchura media. Pedúnculo de grosor medio y de longitud medio, siendo la cavidad peduncular de una profundidad poco profunda y de anchura estrecha. Con pulpa de color blanca, cuya firmeza es intermedia y su textura es intermedia; su jugosidad es jugosa, con sabor de acidez media, y aromática.
Época de maduración y recolección a partir del 24 de septiembre. 'Tardía de Mabia' es una manzana que su destino es la conservación de esta variedad en el banco de germoplasma de Mabegondo como reserva genética.

## Susceptibilidades
- Oidio: ataque medio
- Moteado: no presenta
- Raíces aéreas: no presenta
- Momificado: no presenta
- Pulgón lanígero: no presenta
- Pulgón verde: ataque débil
- Araña roja: no presenta
- Chancro del manzano: no presenta.[3]